# Eupsophus
Eupsophus és un gènere de granotes de la família Leptodactylidae que es troba a Xile i l'Argentina.

## Taxonomia
- Eupsophus calcaratus
- Eupsophus contulmoensis
- Eupsophus emiliopugini
- Eupsophus insularis
- Eupsophus migueli
- Eupsophus nahuelbutensis
- Eupsophus roseus
- Eupsophus vertebralis